# 蔡塞尔测定法
蔡塞尔测定法(Zeisel determination)，又称Zeisel甲氧基测定法是一种测定化学物质中醚和酯的存在的化学方法，并以捷克化学家西蒙·蔡塞尔(1854-1933)的名字命名。
在定性实验中，首先在试管中加入乙酸和氢碘酸混合物，然后加入样品进行反应，之后酯或醚就会被断裂成为碘代烃和醇或相应的羧酸。
之后通过加热混合物，气体会挥发并与试管上方的蘸有硝酸汞的试纸接触，碘代烃会和硝酸汞反应生成红色或黄色的碘化汞。
Zeisel法还能用来测定样品中甲氧基的含量，通过将生成的碘甲烷蒸出，并通入硝酸银溶液中，会生成碘化银沉淀，可以通过过滤并称量生成的碘化银沉淀质量来计算样品中甲氧基含量。